# Paul Schwanke
Paul Schwanke (* 24. Dezember 1881 in Sorau; † 7. Dezember 1965) war ein deutscher Politiker (SPD/SED). Er war Abgeordneter des Landtages des Freistaates Mecklenburg-Schwerin und Mitglied des Landesvorstandes Mecklenburg der SED.

## Leben
Schwanke erlernte nach dem Besuch der Volksschule den Beruf des Tischlers und Schreiners. 1899 trat er der SPD bei. Ab 1907 stand er der SPD Wismar vor (bis 1933) und war Funktionär der Gewerkschaft. 1911/12 wirkte er als Vorsitzender des Gewerkschaftskartells. Zwischen 1915 und 1918 nahm er als Soldat am Ersten Weltkrieg teil. Von Januar 1921 bis Dezember 1930 war er besoldeter Stadtrat in Wismar. Von 1926 bis 1933 gehörte er als Mitglied der SPD-Fraktion dem Landtag von Mecklenburg-Schwerin. Während des NS-Regimes stand er unter Polizeiaufsicht.
Nach dem Krieg 1945 trat er wieder der SPD bei. Als Mitglied der SPD-Ortsgruppe Rostock befürwortete Schwanke mit Wilhelm Hörning, Walter Schultz, Alfred Starosson, Paul Traede und Paul Rathke die Zusammenarbeit mit der KPD. Im Januar 1945 sprach er sich öffentlich für den Zusammenschluss der beiden Arbeiterparteien aus, „um künftiges Unheil zu verhüten und den Wiederaufbau in Stadt und Land zu bewältigen“. Nach Gründung der SED wurde Schwanke Mitglied im Landesvorstand der SED. Von 1946 bis 1950 war er Stadtrat in Rostock.

## Ehrungen
Nach ihm war im Rostocker Neubaugebiet Lichtenhagen die Paul-Schwanke-Straße benannt. Nach der Wende erhielt sie 1991 den Namen Schleswiger Straße.